# Jean-François Berruyer
Jean Berruyer, francoski general, * 1734, † 1804.
1. ↑  data.bnf.fr: platforma za odprte podatke — 2011.
2. ↑  GeneaStar